# Alveringem
Alveringem est une commune néerlandophone de Belgique située en Région flamande dans la province de Flandre-Occidentale. La bière Alveringem, brassée par la brasserie de Saint Omer, en France, pour le groupe E.Leclerc, n'a pas de rapport direct avec la commune dont elle utilise le nom.

## Géographie

### Sections de la commune
Alveringem est une commune relativement peu peuplée, et dont la population a décliné durant les dernières décennies. Neuf villages ruraux composent la commune, dont la plus grande est Alveringem, située au nord-est. En 1971, Hoogstade, Oeren et Sint-Rijkers furent fusionnées avec Alveringem. Il en fut de même pour Leisele et Stavele en 1977. Depuis 1971, les villages de Gijverinkhove et Izenberge faisaient partie de Leisele et Beveren-sur-l'Yser de Stavele. À l'est du centre d'Alveringem se trouve le hameau de Fortem, sur le canal de Lo.
| # | Section                   | Superf. (km2) | Habitants (2020) | Habitants par km2 | Code INS |
| - | ------------------------- | ------------- | ---------------- | ----------------- | -------- |
| 1 | Alveringem (I)            | 18,98         | 1 792*           | 70                | 38002A   |
| 2 | Sint-Rijkers (III)        | 3,72          | -                | -                 | 38002A   |
| 3 | Oeren (II)                | 2,93          | -                | -                 | 38002A   |
| 4 | Hoogstade (VI)            | 5,78          | 363              | 63                | 38002B   |
| 5 | Leisele (V)               | 15,44         | 807              | 52                | 38002C   |
| 6 | Izenberge (IV)            | 4,59          | 389              | 85                | 38002D   |
| 7 | Gijverinkhove (VII)       | 4,10          | 314              | 77                | 38002E   |
| 8 | Stavele (IX)              | 12,78         | 611              | 48                | 38002F   |
| 9 | Beveren-sur-l'Yser (VIII) | 12,39         | 716              | 58                | 38002G   |

- * Population Alveringem : y compris celles de Sint-Rijkers et Oeren.

### Carte

Alveringem, sections et communes voisines. Les zones en jaune représentent les agglomérations.

### Communes limitrophes
- a. Houtem (ville de Furnes)
- b. Vinkem  (ville de Furnes)
- c. Wulveringem (ville de Furnes)
- d. Eggewaartskapelle (ville de Furnes)
- e. Zoutenaaie (ville de Furnes)
- f. Lampernisse (ville de Dixmude)
- g. Lo (ville de Lo-Reninge)
- h. Pollinkhove (ville de Lo-Reninge)
- i. Oostvleteren (commune de Vleteren)
- j. Westvleteren (commune de Vleteren)
- k. Krombeke (ville de Poperinge)
- l. Proven (ville de Poperinge)
- m. Roesbrugge-Haringe (ville de Poperinge)
- n. Bambecque (France)
- o. Oost-Cappel (France)
- p. Hondschoote (France)

## Héraldique
|  | La commune possède des armoiries qui lui ont été octroyées le 29 juillet 1963 et à nouveau le 10 décembre 1980. Elles étaient identiques en 1963 qu'aujourd'hui à l'exception de Saint Omer qui a été retiré. Blasonnement : Parti,au 1 d'azur au 3 trois pommes de pin versées d'or (qui est du chapitre de Saint Omer),au 2 d'or au lion de sable, lampassé de gueules,à un sautoir de sinople brochant sur le tout (qui est de la châtellenie de Furnes). - Moniteur belge : 3 février 1981 Source du blasonnement : Heraldy of the World. |

## Démographie

### Évolution démographique
Graphe de l'évolution de la population de la commune (la commune d'Alveringem étant née de la fusion des anciennes communes d'Alveringem, d'Oeren, de Sint-Rijkers, d'Izenberge, de Leisele, de Hoogstade, de Gijverinkhove, de Beveren et de Stavele, les données ci-après intègrent les neuf communes dans les données avant 1977).
- -  Source : DGS - Remarque : 1831 jusqu'à 1981 = recensement ; depuis 1990 = nombre d'habitants chaque 1er janvier[3].

## Transports
La commune est traversée par la N8 reliant Ypres et Furnes. La N364 traverse la commune d'est en ouest, reliant les villages frontaliers à Dixmude.